# Gripopteryx zeelandica
Gripopteryx zeelandica är en bäcksländeart som beskrevs av Šámal 1921. Gripopteryx zeelandica ingår i släktet Gripopteryx och familjen Gripopterygidae. Inga underarter finns listade i Catalogue of Life.